# Puente de Palo
Puente de Palo är en ort i Mexiko.   Den ligger i kommunen Hueytamalco och delstaten Puebla, i den sydöstra delen av landet, 200 km öster om huvudstaden Mexico City. Puente de Palo ligger 576 meter över havet och antalet invånare är 115.
Terrängen runt Puente de Palo är kuperad åt sydost, men åt nordväst är den platt. Runt Puente de Palo är det ganska tätbefolkat, med 248 invånare per kvadratkilometer. Närmaste större samhälle är Tlapacoyan, 9,7 km öster om Puente de Palo. I omgivningarna runt Puente de Palo växer huvudsakligen savannskog.